# Зайтц, Рудольф фон
Рудольф фон Зайтц, также Рудольф фон Зейц (нем. Rudolf von Seitz; 15 июня 1842, Мюнхен — 18 июня 1910, Мюнхен) — немецкий рисовальщик, книжный иллюстратор и исторический живописец, сын художника-декоратора Франца фон Зайтца.

## Биография
Рудольф фон Зайтц вначале учился рисованию и живописи у отца, мюнхенского театрального декоратора, затем в Академию изобразительных искусств у Карла Теодора фон Пилоти. С 1883 года был хранителем Мюнхенского национального музея. Фон Зайтц был членом основанного в 1851 году Мюнхенского общества художественных ремёсел (Münchner Kunstgewerbeverein), в которое входили также Лоренц Гедон и Фриц фон Миллер. Его многосторонняя деятельность выразилась, главным образом, в выполнении рисунков для изданий Мюнхенского общества, в украшении фресковой росписью здания этого общества и в других подобных декоративных работах. Он также иллюстрировал издания «Фауста» И. В. Гёте, произведения Ф. Шиллера.
Рудольф был женат на Каролине Паулине Маротт де Монтиньи. Она происходила из бельгийской аристократической семьи, и вместе со своим отцом Карлом Мароттом де Монтиньи Каролина была принята в 1842 году в класс баварских баронов. У Рудольфа фон Зайтца был сын по имени Ганс Зайтц.
В 1888 году Рудольф фон Зайтц стал профессором Мюнхенской академии изобразительных искусств.
Художник скончался в Мюнхене, похоронен на Старом южном кладбище в Мюнхене. Среди его учеников были Франц Ксавер Дитрих и Рихард Тролль.

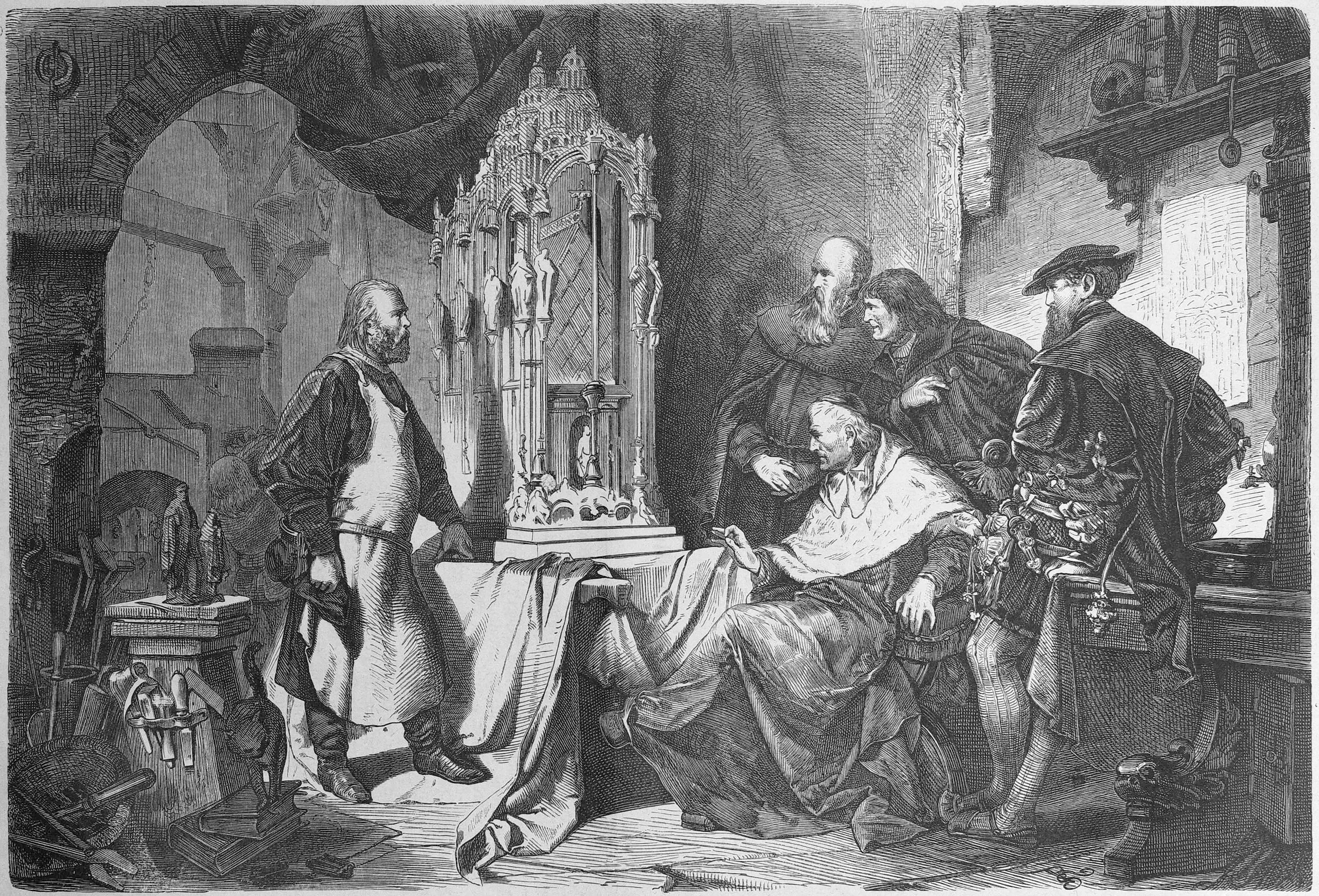
В литейной мастерской Петера Фишера в Нюрнберге (Рака Св. Зебальда). 1867. По рисунку Р. Фон Зайтца
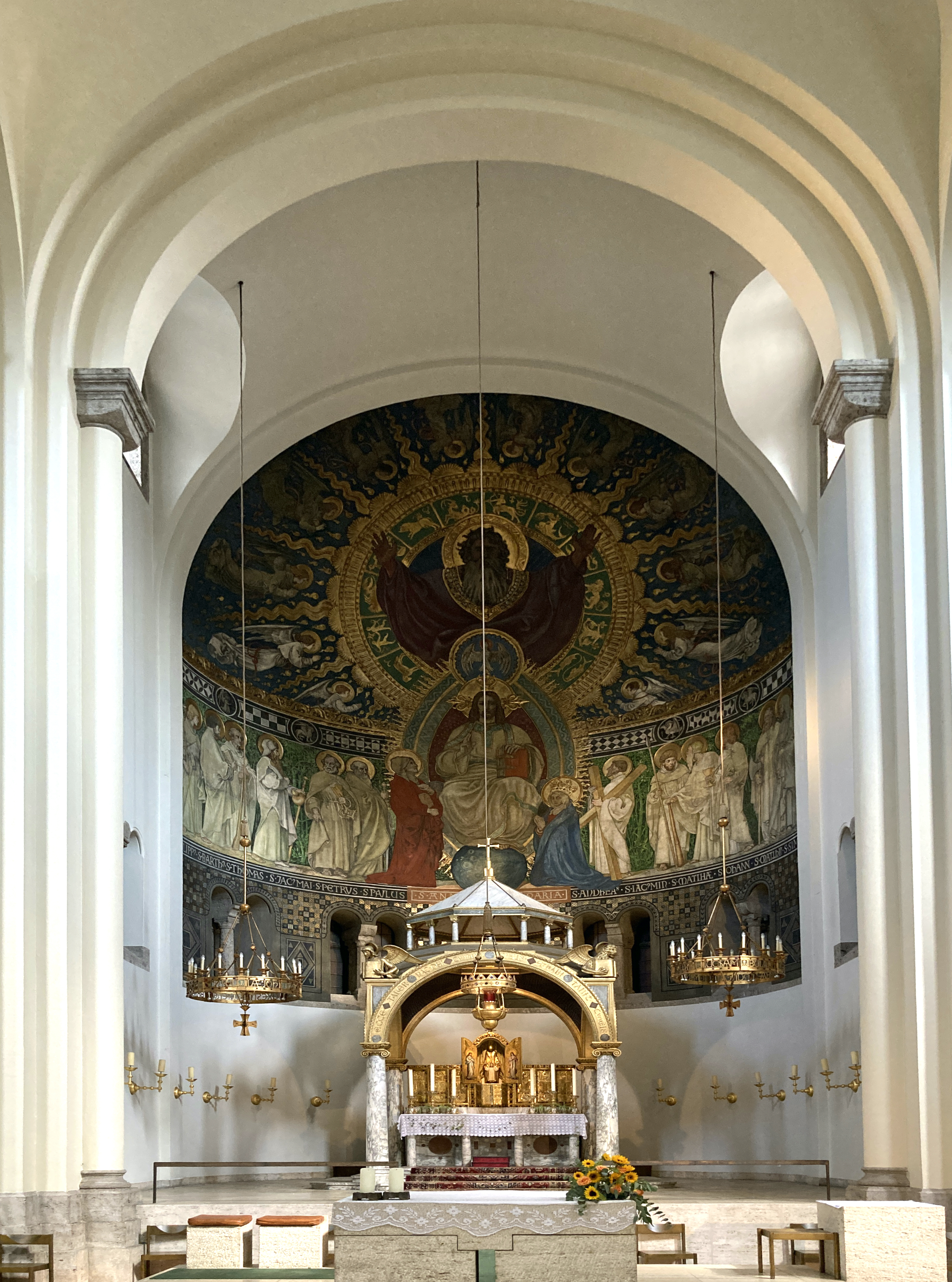
Роспись апсиды церкви Св. Анны в Мюнхене. 1892
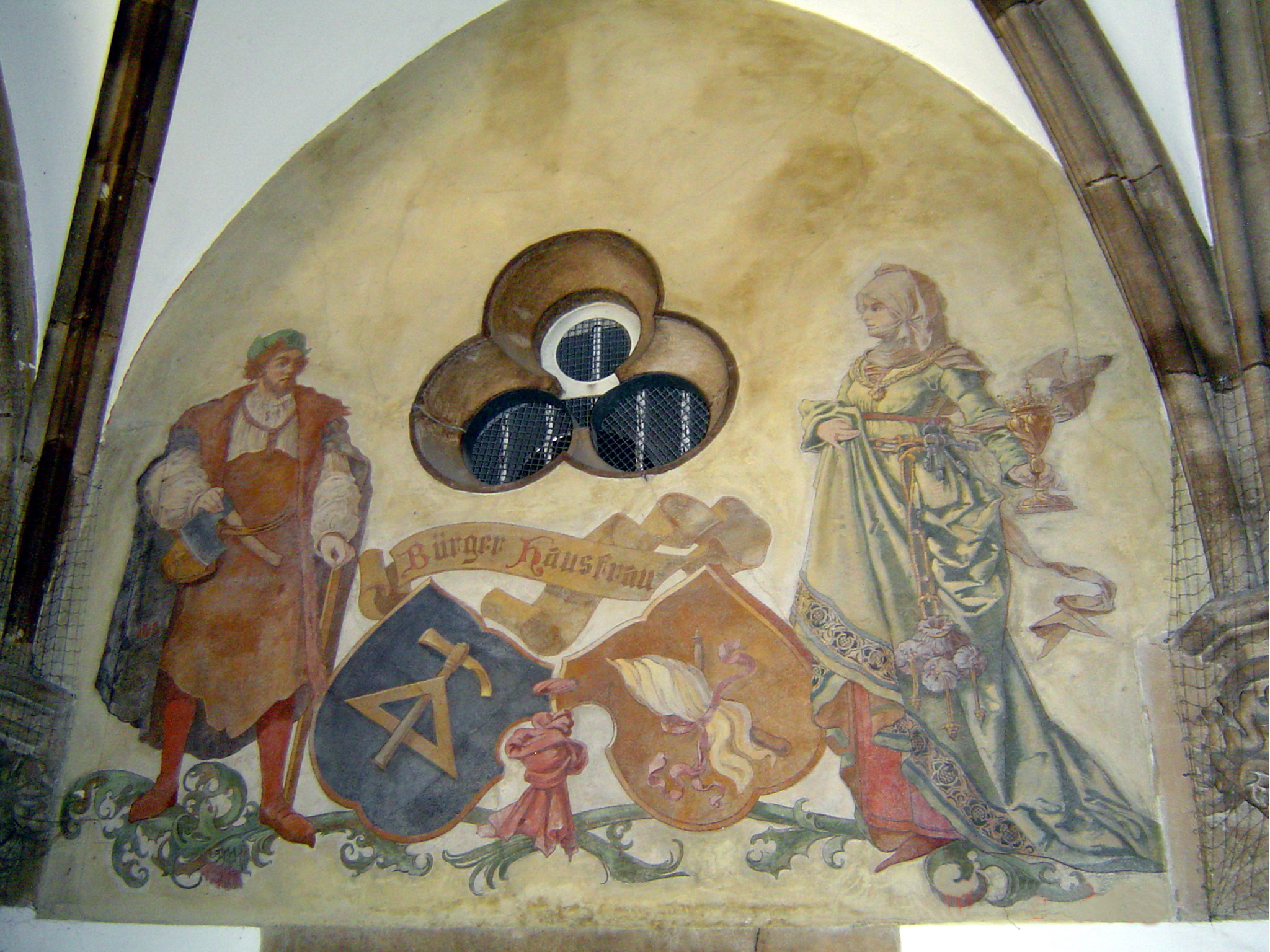
«Bürger und Hausfrau». Роспись в Новой Ратуше, Мюнхен
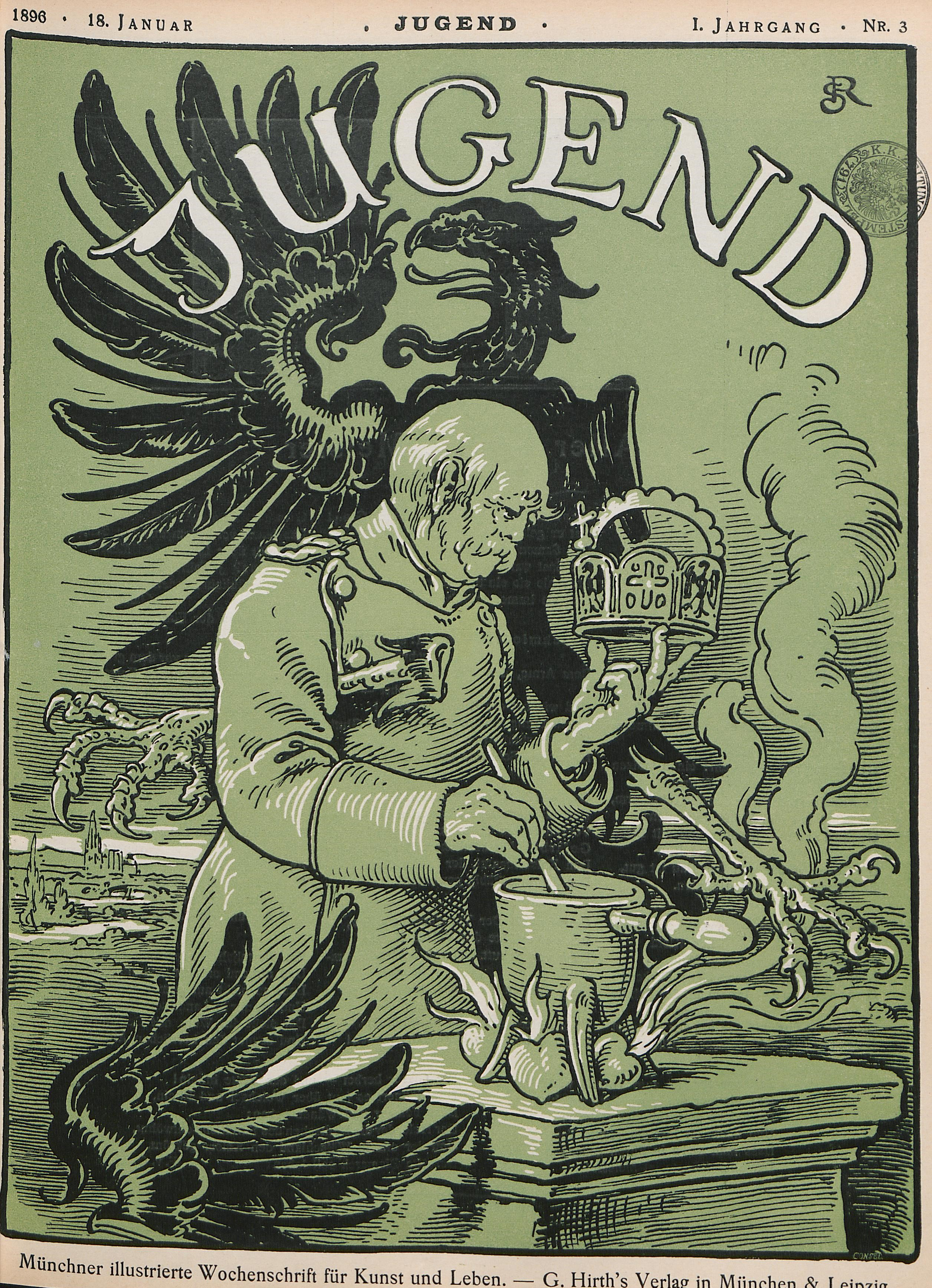
Обложка журнала «Югенд». №. 03, 1896